# Hahha
Hahha era una ciutat propera a Samuha on el governador de Pitteyarika, Hattusilis, el futur Hattusilis III, va derrotar els kashkes de manera important, i hi va deixar una estela commemorativa.
Un text conservat, l'Apologia d'Hattusilis, diu que el rei Muwatallis II, el seu germà, el va enviar a buscar i li va donar soldats d'infanteria i carros de guerra. Es va posar en marxa, amb algunes tropes auxiliars, i a la ciutat de Hahha va encerclar l'enemic kashka i el va combatre. Va poder capturar els cabdills dels kashkes i els va enviar al seu germà, i va alliberar els presoners hitites que hi havia a la ciutat. Diu que aquesta va ser la seva primera victòria, aconseguida gràcies a l'ajuda de la deessa Arinnitti, la deessa solar de la ciutat d'Arinna.
Una altra ciutat, o potser la mateixa, anomenada Hahhu, situada al nord de Síria, va ser atacada i destruïda per Hattusilis I, juntament amb la ciutat de Zippasna, quan va fer la guerra al regne de Iamkhad amb el propòsit d'aïllar la ciutat de Khalab. Va alliberar tots els presoners d'aquesta ciutat, probablement perquè eren súbdits hitites, i es va emportar un botí molt substanciós.